# Caloptilia euxesta
Caloptilia euxesta là một loài bướm đêm thuộc họ Gracillariidae. Nó được tìm thấy ở Queensland.